# چارلی بل (بازیکن فوتبال، زاده ۱۹۵۸)
چارلی بل (انگلیسی: Charlie Bell؛ زادهٔ ۱۴ نوامبر ۱۹۵۸) بازیکن فوتبال اهل بریتانیا است.
از باشگاه‌هایی که در آن بازی کرده‌است می‌توان به باشگاه فوتبال میدلزبرو و باشگاه فوتبال منزفیلد تاون اشاره کرد.